# 南京警察学院
南京警察学院，是中华人民共和国公安部直属的公安警察院校，为全日制本科院校。

## 历史
学校原为林业部所属的南京林业学校，1994年9月改建为林业部南京人民警察学校；2000年升格为南京森林公安高等专科学校。2010年，该校升格为本科院校，更名为南京森林警察学院，作为国家林业和草原局直属，中华人民共和国公安部共建的全日制本科院校。具备本科、专科招生资质。改革前，国家林业局主管的《森林公安》《森林防火》杂志由该校主办，国家林业局警官培训中心、森林公安司法鉴定中心、森林防火工程技术研究中心、林业职业教育研究中心、森林消防指挥培训中心设在该院。
2018年12月，中办、国办印发《行业公安机关管理体制调整工作方案》，按照“警是警、政是政、企是企”的要求，将海关缉私公安、民航公安由双重领导、以行业部门为主调整为双重领导、以公安部为主。改革后，南京森林警察学院调整为公安部直属公安警察院校。
2023年，该校更名为南京警察学院。

## 校园文化
学院由仙林校区、花园路校区和东善桥教学训练基地三部分组成，占地总面积1093亩，校舍总建筑面积20余万平方米。仙林校区主要承担全日制学历教育任务；花园路校区主要开展民警培训和继续教育任务。

## 机构设置

### 院系
- 治安系
- 侦查系
- 公安管理系
- 刑事科学技术系
- 警务技战术系
- 信息技术系
- 思政部
- 教学实训基地
- 继续教育部